# Michael Spreng

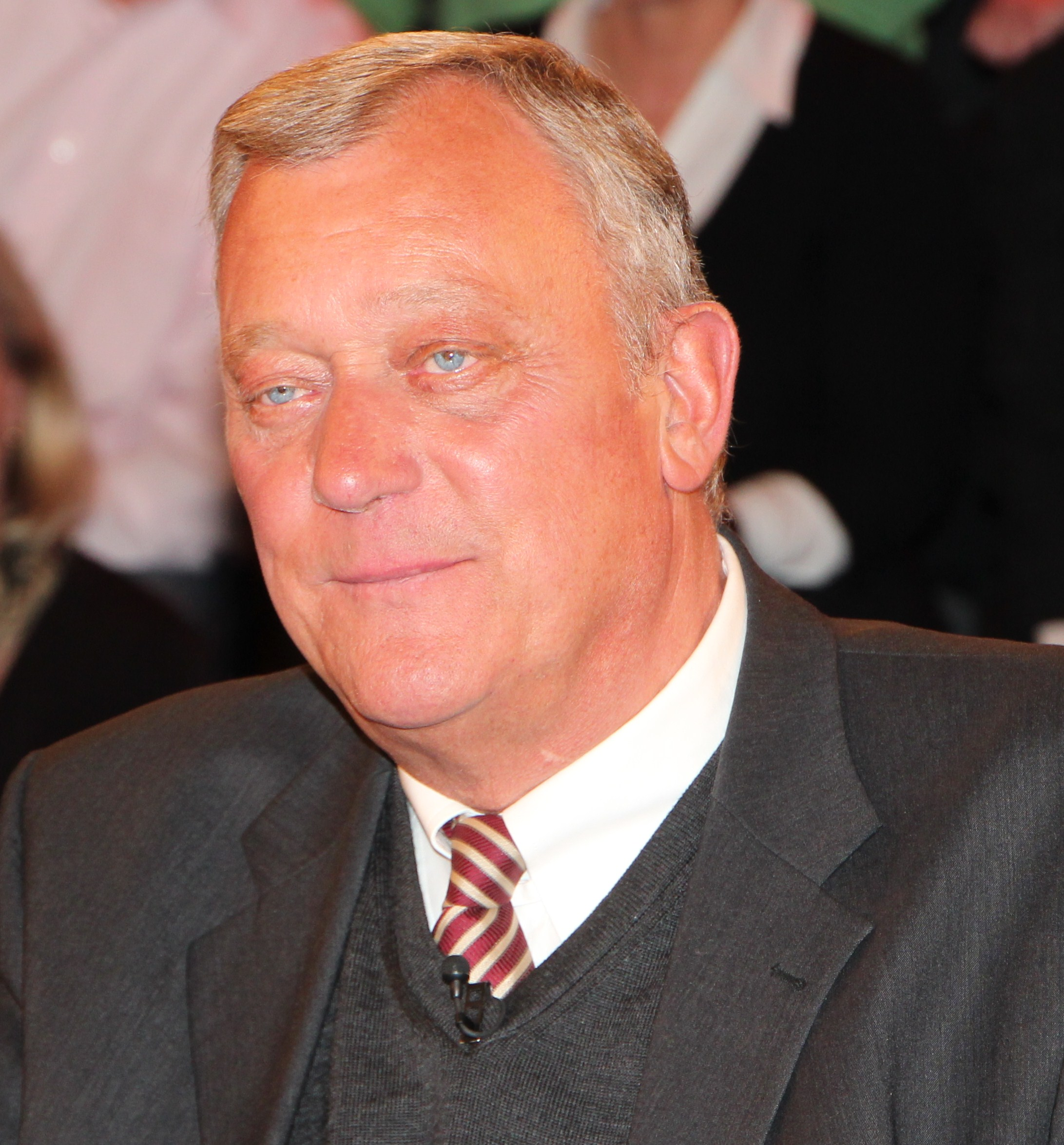
Michael Spreng, Februar 2011

Michael H. Spreng (* 10. Juli 1948 in Darmstadt; † 28. Juli 2020 auf Mallorca) war ein deutscher Journalist. Er war von 1989 bis 2000 Bild-am-Sonntag-Chefredakteur und ab dann Politikberater. 2002 war er als Wahlkampfmanager des Kanzlerkandidaten Edmund Stoiber tätig.

## Leben
Michael Spreng lebte ab seinem 6. Lebensjahr in Frankfurt am Main. In seiner Jugend war er bis zum 17. Lebensjahr Pfadfinder bei der Deutschen Pfadfinderschaft Sankt Georg. Das Abitur legte er im Jahr 1968 in Frankfurt ab. Schon in der Schulzeit schrieb er für die lokale Berichterstattung der Frankfurter Neuen Presse.
Er absolvierte von 1968 bis 1970 ein Volontariat bei der Frankfurter Neuen Presse. Parallel dazu schrieb er für die Welt am Sonntag. 1971 wurde er Redakteur bei der Welt und bei Bild, wo er zunächst im Bereich der Innenpolitik schrieb und später stellvertretender Büroleiter und stellvertretender Chefredakteur der Bild wurde. Von 1983 bis 1989 war er Chefredakteur des Boulevard-Blatts Kölner Express.
1989 kehrte er zum Springer-Verlag zurück und war bis zum Jahr 2000 Chefredakteur der Bild am Sonntag. Nach Konflikten mit der Führung des Springerkonzerns wurde ihm am 13. Oktober 2000 gekündigt.
Ab Juli 2001 war er selbständiger Kommunikations- und Medienberater. Im Jahr 2002 war Spreng Wahlkampfleiter für Edmund Stoiber. Danach war er für den CDU-Kandidaten Jürgen Rüttgers 2004 Medienberater im Landtagswahlkampf NRW sowie Redaktionsleiter der Talkshow Menschen bei Maischberger. Von 2005 bis Ende 2008 schrieb Spreng als Kolumnist für das Hamburger Abendblatt und weitere Zeitungen, war seit 2007 zudem Gesellschafter beim Kölner Online-Medienmagazin DWDL.de. Erst im Oktober 2019 veräußerte er seinen 20-Prozent-Anteil an den stellvertretenden DWDL.de-Chefredakteur Uwe Mantel und den Redakteur Alexander Krei.
Ab Februar 2009 betrieb er das Weblog Sprengsatz. Spreng starb am 28. Juli 2020 im Alter von 72 Jahren an den Folgen einer Krebserkrankung auf Mallorca.
Kollegen beschrieben Michael Spreng in ihren Nachrufen unter anderem als messerscharfen Analytiker der Politik und ihres Personals sowie als eine im guten Sinne liberale Stimme.